# Tell Me
Tell Me – piosenka R&B/hip-hop stworzona na czwarty solowy album studyjny amerykańskiego rapera Diddy’ego pt. Press Play (2006). Wyprodukowany przez Just Blaze’a oraz nagrany z gościnnym udziałem wokalistki pop Christiny Aguilery, utwór wydany został jako drugi singel promujący krążek w listopadzie 2006 roku.
Singel spotkał się z umiarkowanym sukcesem komercyjnym, największą popularność zyskał w krajach Europy, gdzie osiągnął między innymi pozycję #8 brytyjskiego notowania UK Singles Chart. Odbiór utworu przez krytyków muzycznych był pozytywny.

## Informacje o utworze
„Tell Me” początkowo nagrane zostało w wersji demo przez Danity Kane, jednak Diddy zdecydował się nagrać kompozycję ponownie, z gościnnym udziałem Christiny Aguilery. Utwór został skomponowany przez rapera oraz zastęp zaprzyjaźnionych z nim muzyków – Steve’a „Static Majora” Garretta, Shannon Jones, Jacka Knighta, Shannona Lawrence’a, Ryana Montgomery’ego, Leroya Watsona oraz Elizabeth Wyce, piosenkarkę działającą pod pseudonimem Yummy Bingham. Słowa rapowane przez Diddy’egp napisał amerykański raper Royce da 5’9”. Piosenka nie zyskała na popularności w rodzimym kraju wykonawcy ze względu na niską promocję singla. „Tell Me” grywany był w popularnej nowojorskiej stacji radiowej Z100 niezwykle rzadko. Z tego powodu kompozycja nie znalazła się w Top 40 oficjalnego notowania Billboard Hot 100 i stała się najgorzej sprzedającym singlem z albumu Press Play w Stanach Zjednoczonych. Ze znacznie większym sukcesem singel spotkał się w krajach europejskich, gdzie w większości list przebojów zajmował miejsca w Top 30.

## Wydanie singla
Dnia 4 listopada 2006 roku utwór zadebiutował na pozycji #62 listy Billboard Hot 100 – notowania najlepiej sprzedających się singli w Stanach Zjednoczonych. W dziewiątym tygodniu od debiutu „Tell Me” osiągnął, jako najwyższe, miejsce czterdzieste siódme. W sumie kompozycja spędziła w notowaniu dwadzieścia tygodni. Podobnie, jak singel „Come to Me”, piosenka osiągnęła wysoką lokatę w zestawieniu UK Singles Chart, w drugim tygodniu od debiutu, dnia 18 grudnia 2006 roku, zajmując miejsce #8. Piosenka spędziła w sumie w Top 75 na oficjalnej liście najlepiej sprzedających się singli w Wielkiej Brytanii siedemnaście tygodni. Porównywalnie, wysokie miejsca utwór zanotował w pozostałych krajach Europy, plasując się w Top 10 w takich państwach, jak Bułgaria (pozycja szczytowa notowania airplayowego) Finlandia, Irlandia, Niemcy czy Szwajcaria.

## Opinie
Redaktor magazynu Billboard Jason Lipshutz uznał singel za jeden z dwudziestu największych hitów Christiny Aguilery w Stanach Zjednoczonych, pomimo iż „Tell Me” jest w istocie singlem Diddy’ego, z Aguilerą na featuringu.

### Recenzje
Utwór uzyskał generalnie pozytywne recenzje ze strony profesjonalnych krytyków muzycznych. Recenzent pracujący dla witryny blogcritics.com uznał, że piosenka opiera się przede wszystkim na „chwytliwym, rozgrzewającym hooku”. „Wygląda na to, że utwór może wreszcie dać Christinie Aguilerze airplayową publikę w formacie urban, tak długo wyczekiwaną przez jej fanów (‘Ain’t No Other Man' i 'Can't Hold Us Down' mogły liczyć tu na umiarkowane wsparcie radiofonii); ‘Tell Me’ jest też wystarczająco mainstreamowy, by nagłośnić album Diddy’ego” – kontynuował dziennikarz. Według Jacka Foleya, związanego ze stroną indielondon.co.uk, „Christina Aguilera nawiązuje z Diddym wydajną współpracę, opartą na sukcesie jej singla ‘Ain’t No Other Man'”, a wokal wokalistki jest „odważny i pozytywnie ociekający żywiołowością”. „Tell Me” został oznaczony jako jeden z najlepszych utworów na krążku Press Play w recenzji serwisu AllMusic.

## Teledysk
Teledysk do singla nagrywany był w ostatnim tygodniu września 2006 w Los Angeles oraz reżyserowany przez Erika White’a. Klip miał premierę dnia 30 października 2006 roku w programie Total Request Live stacji MTV. W Wielkiej Brytanii ujrzał światło dzienne 17 listopada 2006. Klip rozpoczyna się ujęciem przedstawiającym rapera siedzącego w fotelu w futurystycznie urządzonym, białym pokoju, słuchającego emitowanej z krążka Press Play piosenki „Diddy Rock”. Następnie podchodzi do niego kobieta, która wkłada płytę do odtwarzacza, rozpoczynając tym samym utwór „Tell Me”. Potem Diddy zaczyna rapować, lecz kiedy rozpoczynają się wersy śpiewane przez Christinę Aguilerę, raper znika z podmuchem wiatru. Wtedy pojawia się silnie ucharakteryzowana wokalistka wykonująca utwór w tunelu powietrznym. Kolejne ujęcia prezentują tańczących artystów. Teledysk kończy się na wspólnym tańcu wokalistów na tle reflektorów.
Odcinek Se hvordan P. Diddy & Christina Aguilera videoen blev til duńskiego programu telewizyjnego Planet Voice przedstawił kulisy realizowania teledysku.

## Nagrody i wyróżnienia
| Rok  | Ceremonia                        | Nagroda      | Rezultat  |
| ---- | -------------------------------- | ------------ | --------- |
| 2007 | MTV Australia Video Music Awards | Best Hook Up | Nominacja |

## Listy utworów i formaty singla
Brytyjski singel CD
1. „Tell Me” (Radio Edit)
2. „Tell Me” (Mixshow Amended)
3. „Tell Me” (Album Version)

Międzynarodowy CD-maxi singel
1. „Tell Me” – 4:07
2. „Come to Me” (Remix) – 3:52
3. „Tell Me” (wideoklip) – 4:22

## Twórcy
- Główne wokale: Christina Aguilera; rap: Sean „Diddy” Combs
- Produkcja wokalu: Rob Lewis[11]

## Pozycje na listach przebojów
| Lista przebojów (2006–2009)           | Najwyższa pozycja |
| ------------------------------------- | ----------------- |
| Australia ARIA Singles Chart          | 13                |
| Austria Singles Chart                 | 19                |
| Belgia Singles Chart                  | 17                |
| Bułgaria Airplay Chart                | 1                 |
| Bułgaria Singles Chart                | 37                |
| Chile Dance/Club Top 100 Chart        | 1                 |
| Chiny Singles Chart                   | 9                 |
| Europa Top 100 Chart                  | 13                |
| Finlandia Singles Chart               | 2                 |
| Gruzja Airplay Chart                  | 7                 |
| Holandia Singles Top 40 Chart         | 13                |
| Indonezja Creative Disc Singles Chart | 10                |
| Irlandia Singles Chart                | 8                 |
| Niemcy Singles Chart                  | 5                 |
| Niemcy Black Singles Chart            | 3                 |
| Polska Singles Chart                  | 44                |

| Lista przebojów (2006)              | Najwyższa pozycja |
| ----------------------------------- | ----------------- |
| Portugalia Singles Chart            | 12                |
| RPA Airplay Chart                   | 1                 |
| RPA Singles Chart                   | 1                 |
| Rumunia Airplay Chart               | 15                |
| Szwecja Singles Top 60 Chart        | 47                |
| Szwajcaria Singles Chart            | 7                 |
| UK Download Chart                   | 14                |
| UK Singles Chart                    | 8                 |
| USA Billboard Hot 100               | 47                |
| USA Billboard Hot R&B/Hip-Hop Songs | 38                |
| USA Billboard Hot Rap Tracks        | 14                |
| USA Billboard Pop 100               | 31                |
| USA Billboard Pop 100 Airplay       | 17                |
| USA Billboard Top 40 Mainstream     | 25                |
| United World Chart                  | 24                |
| Walia Singles Chart                 | 13                |

### Listy końcoworoczne
| Kraj            | Notowanie (2006) | Wydawca              | Pozycja |
| --------------- | ---------------- | -------------------- | ------- |
| Indonezja       | Top 50 Singles   | Creative Disc        | 33      |
| Wielka Brytania | UK Singles Chart | OCC                  | 169     |
| Kraj            | Notowanie (2007) | Wydawca              | Pozycja |
| Australia       | Top 100 Singles  | ARIA Charts          | 99      |
| Liban           | Top 100 Airplay  | NRJ                  | 44      |
| Niemcy          | Top 100 Singles  | Media Control Charts | 58      |
| Rumunia         | Top 100 Singles  | Music & Media        | 37      |
| Szwajcaria      | Top 100 Singles  | Schweizer Hitparade  | 69      |
| Wielka Brytania | UK Singles Chart | OCC                  | 113     |

## Historia wydania
| Region            | Data              | Format                      |
| ----------------- | ----------------- | --------------------------- |
| Stany Zjednoczone | listopad 2006     | singel CD, digital download |
| Australia         | listopad 2006     | digital download            |
| Stany Zjednoczone | 7 listopada 2006  | airplay                     |
| Niemcy            | 14 listopada 2006 | digital download            |
| Wielka Brytania   | 11 grudnia 2006   | digital download            |